# Arctosa meinerti
Arctosa meinerti är en spindelart som först beskrevs av Tord Tamerlan Teodor Thorell 1875.  Arctosa meinerti ingår i släktet Arctosa och familjen vargspindlar.
Artens utbredningsområde är Algeriet. Inga underarter finns listade i Catalogue of Life.